# Вовчок жовтий
Вовчок жовтий (Orobanche lutea) — вид рослин з родини вовчкових (Orobanchaceae), поширений у Європі, середній і західній Азії.

## Опис
Багаторічна рослина заввишки 20–50 см, волосисто-залозиста. Суцвіття густе, багатоквіткове. Рильце жовте. Віночок 18–22 мм довжиною, дзвінчастий, блідо-бурий або червонуватий, іноді з жовтуватою трубкою, зовні коротко залозисто запушений, вгорі часто з більш сильно пофарбованими або фіолетовими жилками; чашечки розділені на 2 вільні частки, розщеплені на 2 нерівні зубці.
Період цвітіння: травень і червень.

## Поширення
Поширений у Європі крім півночі й північного сходу, середній і західній Азії.
В Україні вид зростає на гірських луках, галявинах, трав'янистих схилах, відслоненнях крейди і вапняку, полях люцерни — Карпати, Лісостеп, Степ (Дніпропетровська обл.), Крим (на яйлі), рідко; паразитує на коренях люцерни.